# A Night at the Opera Tour
A Night at the Opera Tour — концертний тур британського рок-гурту «Queen» для просування альбому «A Night at the Opera». Тур проходив у 1975 і 1976 роках, він охопив Велику Британію, США, Японію і Австралію. Він ознаменував дебют пісні «Bohemian Rhapsody», яка згодом звучала на кожному концерті «Queen».
Було випущене DVD під назвою «A Night at The Odeon», до якого увійшов концерт з туру в переддень Різдва у Hammersmith Odeon. «Це варто подивитися», — сказав Браян Мей. «Нас було всього четверо, але ми наробили багато шуму. Я в шоці від того, наскільки все було добре. Ми були неймовірно близькі і в той же час, бо ми добре знали один одного, будучи дуже вільними у плані імпровізації».

## Setlist
1. «Procession»
2. «Bohemian Rhapsody (рок-сеція, наживо)»
3. «Ogre Battle»
4. «Sweet Lady»
5. «White Queen (As It Began)»
6. «Flick of the Wrist»
7. «Bohemian Rhapsody (куплет 1 і 2)»
8. «Killer Queen»
9. «The March of the Black Queen»
10. «Bohemian Rhapsody (reprise) (закінчення)»
11. «Bring Back That Leroy Brown»
12. «Brighton Rock» (додана 26 листопада 1975 року)
13. «Son and Daughter» (виконаний тільки один куплет 26 листопада 1975 року)
14. «The Prophet's Song»
15. «Stone Cold Crazy»
16. «Doing All Right»
17. «Lazing On A Sunday Afternoon» (додана у США)
18. «Keep Yourself Alive»
19. «Seven Seas of Rhye» (Dropped on the US Leg)
20. «Liar»
21. «In the Lap of the Gods… Revisited» 
 Виступ на біс
22. «Now I'm Here»
23. «Big Spender»
24. «Jailhouse Rock»
25. «Stupid Cupid»
26. «Be-Bop-A-Lula»
27. «Jailhouse Rock (reprise)»
28. «God Save the Queen» (плівка)

Треки, що іноді відтворювалися:
- «Modern Times Rock N Roll» (грали 15, 29 і 30 листопада, 1, 2, 3, 7 і 8 грудня, і 2 березня)
- «Hangman» (грали 28 лютого і 2 березня)
- «Father To Son» (грали 1 і 2 квітня)
- «See What A Fool I've Been» (грали 24 грудня, 31 березня, і 1 квітня)
- «Stupid Cupid» (грали 14 і 15 листопада, 24 грудня, і 26 березня)
- «Be-Bop A Lula» (грали 14, 15, 19, 29 і 30 листопада, 1, 2, 3, 7, 15, 16 і 24 грудня, і 26 березня)
- «Shake, Rattle, and Roll» (грали 24 грудня і 26 березня)

## Дати виступів
| Дата              | Місто         | Країна          | Місце проведення                      |
| ----------------- | ------------- | --------------- | ------------------------------------- |
| Європа            |               |                 |                                       |
| 11 листопада 1975 | Ковентрі      | Велика Британія | N/A                                   |
| 14 листопада 1975 | Ліверпуль     | Велика Британія | Liverpool Empire Theatre              |
| 15 листопада 1975 | Ліверпуль     | Велика Британія | Liverpool Empire Theatre              |
| 16 листопада 1975 | Ковентрі      | Велика Британія | Belgrade Theatre                      |
| 17 листопада 1975 | Бристоль      | Велика Британія | Colston Hall                          |
| 18 листопада 1975 | Бристоль      | Велика Британія | Colston Hall                          |
| 19 листопада 1975 | Кардіфф       | Уельс           | Capitol Theatre                       |
| 21 листопада 1975 | Тонтон        | Велика Британія | Odeon Theatre                         |
| 23 листопада 1975 | Борнмут       | Велика Британія | Bournemouth Winter Gardens            |
| 24 листопада 1975 | Саутгемптон   | Велика Британія | Gaumont Theatre                       |
| 26 листопада 1975 | Манчестер     | Велика Британія | Free Trade Hall                       |
| 29 листопада 1975 | Лондон        | Велика Британія | Hammersmith Odeon                     |
| 30 листопада 1975 | Лондон        | Велика Британія | Hammersmith Odeon                     |
| 13 грудня 1975    | Лондон        | Велика Британія | Hammersmith Odeon                     |
| 2 грудня 1975     | Лондон        | Велика Британія | Hammersmith Odeon                     |
| 3 грудня 1975     | Лондон        | Велика Британія | Hammersmith Odeon                     |
| 7 грудня 1975     | Вулвергемптон | Велика Британія | Wolverhampton Civic Hall              |
| 8 грудня 1975     | Престон       | Велика Британія | Preston Guild Hall                    |
| 9 грудня 1975     | Бірмінгем     | Велика Британія | Birmingham Odeon                      |
| 10 грудня 1975    | Бірмінгем     | Велика Британія | Birmingham Odeon                      |
| 11 грудня 1975    | Ньюкасл       |                 | Newcastle City Hall                   |
| 13 грудня 1975    | Данді         | Шотландія       | Caird Hall                            |
| 14 грудня 1975    | Абердин       | Шотландія       | Capitol Theatre                       |
| 15 грудня 1975    | Глазго        | Шотландія       | The Apollo                            |
| 16 грудня 1975    | Глазго        | Шотландія       | The Apollo                            |
| 24 грудня 1975    | Лондон        | Велика Британія | Hammersmith Odeon                     |
| Північна Америка  |               |                 |                                       |
| 27 січня 1976     | Уотербері     | США             | Palace Theatre                        |
| 29 січня 1976     | Бостон        | США             | Music Hall                            |
| 30 січня 1976     | Бостон        | США             | Music Hall                            |
| 31 січня 1976     | Верхній Дербі | США             | Tower Theater                         |
| 1 лютого 1976     | Верхній Дербі | США             | Tower Theater                         |
| 2 лютого 1976     | Верхній Дербі | США             | Tower Theater                         |
| 5 лютого 1976     | Нью-Йорк      | США             | Beacon Theatre                        |
| 6 лютого 1976     | Нью-Йорк      | США             | Beacon Theatre                        |
| 7 лютого 1976     | Нью-Йорк      | США             | Beacon Theatre                        |
| 8 лютого 1976     | Нью-Йорк      | США             | Beacon Theatre                        |
| 11 лютого 1976    | Детройт       | США             | Detroit Masonic Temple                |
| 12 лютого 1976    | Детройт       | США             | Detroit Masonic Temple                |
| 13 лютого 1976    | Цинциннаті    | США             | Riverfront Coliseum                   |
| 14 лютого 1976    | Клівленд      | США             | Public Auditorium                     |
| 15 лютого 1976    | Толідо        | США             | Toledo Sports Arena                   |
| 18 лютого 1976    | Сагіно        | США             | Saginaw Civic Center                  |
| 19 лютого 1976    | Колумбус      | США             | Columbus Veterans Memorial Auditorium |
| 20 лютого 1976    | Піттсбург     | США             | Stanley Theater                       |
| 22 лютого 1976    | Чикаго        | США             | Auditorium Theatre                    |
| 23 лютого 1976    | Чикаго        | США             | Auditorium Theatre                    |
| 24 лютого 1976    | Чикаго        | США             | Auditorium Theatre                    |
| 26 лютого 1976    | Сент-Луїс     | США             | Kiel Auditorium                       |
| 27 лютого 1976    | Індіанаполіс  | США             | Market Square Arena                   |
| 28 лютого 1976    | Медісон       | США             | Dane County Coliseum                  |
| 29 лютого 1976    | Форт-Вейн     | США             | Allen County War Memorial Coliseum    |
| 2 березня 1976    | Мілвокі       | США             | Milwaukee Auditorium                  |
| 3 березня 1976    | Сент-Пол      | США             | Roy Wilkins Auditorium                |
| 7 березня 1976    | Берклі        | США             | Berkeley Community Theatre            |
| 9 березня 1976    | Санта-Моніка  | США             | Santa Monica Civic Auditorium         |
| 10 березня 1976   | Санта-Моніка  | США             | Santa Monica Civic Auditorium         |
| 11 березня 1976   | Санта-Моніка  | США             | Santa Monica Civic Auditorium         |
| 12 березня 1976   | Санта-Моніка  | США             | Santa Monica Civic Auditorium         |
| 13 березня 1976   | Сан-Дієго     | США             | San Diego Sports Arena                |
| Азія              |               |                 |                                       |
| 22 березня 1976   | Токіо         | Японія          | Nippon Budokan                        |
| 23 березня 1976   | Нагоя         | Японія          | Aichi Prefectural Gymnasium           |
| 24 березня 1976   | Хімедзі       | Японія          | Himeji Kosei Nenkin Hall              |
| 26 березня 1976   | Фукуока       | Японія          | Fukuoka Kyuden Kinen Gymnasium        |
| 29 березня 1976   | Осака         | Японія          | Festival Hall                         |
| 31 березня 1976   | Токіо         | Японія          | Nippon Budokan                        |
| 1 квітня 1976     | Токіо         | Японія          | Nippon Budokan                        |
| 2 квітня 1976     | Сендай        | Японія          | Miyagi Prefectural Sport Center       |
| 4 квітня 1976     | Токіо         | Японія          | Ryogoku Nihon University Auditorium   |
| Океанія           |               |                 |                                       |
| 11 квітня 1976    | Перт          | Австралія       | Perth Entertainment Centre            |
| 14 квітня 1976    | Аделаїда      | Австралія       | Apollo Stadium                        |
| 15 квітня 1976    | Аделаїда      | Австралія       | Apollo Stadium                        |
| 17 квітня 1976    | Сідней        | Австралія       | Hordern Pavilion                      |
| 18 квітня 1976    | Сідней        | Австралія       | Hordern Pavilion                      |
| 19 квітня 1976    | Мельбурн      | Австралія       | Melbourne Festival Hall               |
| 20 квітня 1976    | Мельбурн      | Австралія       | Melbourne Festival Hall               |
| 22 квітня 1976    | Брісбен       | Австралія       | Brisbane Festival Hall                |

## Музиканти
- Фредді Мерк'юрі — вокал, фортепіано, бубен
- Браян Мей — гітара, бек-вокал, банджо
- Роджер Тейлор — ударні, бек-вокал
- Джон Дікон — бас-гітара, бек-вокал